# Park
Párk je manjše ali večje območje, krajinsko urejeno za določen namen ali zavarovano zaradi izjemnih naravnih oz. kulturnih vrednot. 
Iz časov pred našim štetjem so kot vladarske ustanove znani na Kitajskem in v Perziji, kot javne pa tudi v antični Evropi. Začetki sodobnih mestnih parkov segajo v 18. stoletje, razvili najprej v Angliji in nato tudi drugod po Evropi.

## Vrste parkov
Poznamo več vrst parkov.  
- med naravne parke, ki so z različnimi stopnjami varstva zaščitena naravna (s pripadajočima floro in favno) in delno kulturna krajina, uvrščamo:
  - narodne (nacionalne) parke,
  - regijske in
  - krajinske parke
- po načinu ureditve umetnih parkov ločimo francoske in angleške parke, ki so načrtno nastajali zlasti ob graščinah ali dvorcih (grajski park)
- po namenu javne uporabe jih delimo na podzvrsti: mestni park, tematski park, vrtni park, spominski park, rekreacijski park, športni park, zabaviščni park (adrenalinski park, lunapark, Disneyland ipd.); specialni parki so lahko tudi otroško igrišče, botanični ali živalski vrt.